# Nicole Dołowy-Rybińska
Nicole Ewa Dołowy-Rybińska (ur. 30 czerwca 1980) – polska socjolingwistka i kulturoznawczyni. Zajmuje się problematyką tożsamości europejskich mniejszości językowych oraz metodami ochrony i rewitalizacji zagrożonych języków i kultur.
W 2004 r. ukończyła studia magisterskie na Uniwersytecie Warszawskim. 
W 2010 r. obroniła doktorat w Instytucie Kultury Polskiej Uniwersytetu Warszawskiego. W 2017 r. uzyskała stopień doktora habilitowanego. Obecnie (2023) piastuje stanowisko profesora nadzwyczajnego w Instytucie Slawistyki Polskiej Akademii Nauk, pełni również funkcję zastępczyni dyrektorki do spraw naukowych. Jej dorobek obejmuje kilkadziesiąt artykułów naukowych oraz kilka książek monograficznych. 
Jest stypendystką programu START Fundacji na rzecz Nauki Polskiej (2011) oraz Ministra Nauki i Szkolnictwa Wyższego dla młodych naukowców (2012–2015). Prowadziła badania w ramach grantów przyznanych przez UNESCO/Keizo Obuchi (2006) oraz Narodowe Centrum Nauki (Sonata: 2011–2014, Opus:2017-2021, Sonata Bis: 2021-2026) oraz Smithsonian Center for Folklife and Cultural Heritage (SMILE 2018-2019). W 2024 została odznaczona Brązowym Krzyżem Zasługi.

## Wybrana twórczość
- Les Kachoubes de Poméranie (2010)
- Kaszubi z Pomorza (2010)
- Języki i kultury mniejszościowe. Bretończycy, Łużyczanie, Kaszubi (2011)
- „Nikt za nas tego nie zrobi”. Praktyki językowe i kulturowe młodych aktywistów języków mniejszościowych Europy. (2017)
- Upper Sorbian Language Policy in Education: Bringing the Language Back, or Bringing It Forward? (2023)